# Фріц Вальтер (1960)
Фріц Вальтер (нім. Fritz Walter, нар. 21 червня 1960, Мангайм) — німецький футболіст, що грав на позиції нападника.
Виступав, зокрема, за клуб «Штутгарт», у складі якого став чемпіоном ФРН та володарем національного Суперкубка, а у сезоні 1991/92 став найкращим бомбардиром Бундесліги з 22 голами. Крім того був найкращим голеодором національного кубка і Другої бундесліги.

## Ігрова кар'єра
Фріц Вальтер почав займатися футболом у 1965 році в клубі «Гоензаксен». У 1976 році він приєднався до «Вейнгайма», за який грав до переходу в «Вальдхоф» в 1981 році. З мангеймським клубом він дебютував у Бундеслізі.
З 1983 по 1997 рік він грав у Бундеслізі за «Вальдхоф», «Штутгарт» та «Армінію» (Білефельд). У 348 іграх він забив 157 голів, 102 з яких у складі «Штутгарта». 55 з його 87 голів за «Вальдхоф» були забиті в Бундеслізі, це досягнення, як і раніше, є клубним рекордом у вищому дивізіоні. Зі «Штутгартом» в 1989 році він грав у фіналі Кубка УЄФА, де з загальним рахунком 5:4 поступився «Наполі». А в 1992 році Вальтер став чемпіоном Німеччини. У 1999 році він закінчив свою кар'єру з «Ульм 1846».
Він був кращим бомбардиром у кубку Німеччини і Бундеслізі в 1992 році, а через чотири роки, повторив успіх у Другій Бундеслізі.
Вальтер представляв свою країну на літніх Олімпійських іграх 1988 року і виграв бронзу.
Клубний талісман «Штутгарта», Фріцлі, був названий на честь Вальтера. Сьогодні Фріц Вальтер є представником спортивної страхової компанії «3er sports».

## Статистика виступів
| Клуб              | Сезон             | Ліга | Ліга | Кубок Німеччини | Кубок Німеччини | Єврокубки | Єврокубки | Інші | Інші | Разом | Разом |
| Клуб              | Сезон             | Ігри | Голи | Ігри            | Голи            | Ігри      | Голи      | Ігри | Голи | Ігри  | Голи  |
| ----------------- | ----------------- | ---- | ---- | --------------- | --------------- | --------- | --------- | ---- | ---- | ----- | ----- |
| Вайнгайм          | 1978/79           | 26   | 11   | 0               | 0               | -         | -         | 0    | 0    | 26    | 11    |
| Вайнгайм          | 1979/80           | 28   | 18   | 0               | 0               | -         | -         | 0    | 0    | 28    | 18    |
| Вайнгайм          | 1980/81           | 33   | 26   | 0               | 0               | -         | -         | 0    | 0    | 33    | 26    |
| Вайнгайм          | Разом             | 87   | 55   | 0               | 0               | 0         | 0         | 0    | 0    | 87    | 55    |
| Вальдхоф          | 1981/82           | 32   | 11   | 5               | 4               | -         | -         | 0    | 0    | 37    | 15    |
| Вальдхоф          | 1982/83           | 35   | 21   | 3               | 0               | -         | -         | 0    | 0    | 38    | 21    |
| Вальдхоф          | 1983/84           | 34   | 16   | 1               | 0               | 0         | 0         | 0    | 0    | 35    | 16    |
| Вальдхоф          | 1984/85           | 31   | 7    | 3               | 4               | 0         | 0         | 0    | 0    | 34    | 11    |
| Вальдхоф          | 1985/86           | 31   | 9    | 3               | 0               | 0         | 0         | 0    | 0    | 34    | 9     |
| Вальдхоф          | 1986/87           | 33   | 23   | 2               | 1               | 0         | 0         | 0    | 0    | 35    | 24    |
| Вальдхоф          | Разом             | 196  | 87   | 17              | 9               | 0         | 0         | 0    | 0    | 213   | 96    |
| Штутгарт          | 1987/88           | 33   | 16   | 1               | 0               | 0         | 0         | 0    | 0    | 34    | 16    |
| Штутгарт          | 1988/89           | 33   | 13   | 5               | 2               | 11        | 4         | 0    | 0    | 49    | 19    |
| Штутгарт          | 1989/90           | 31   | 13   | 3               | 2               | 6         | 2         | 0    | 0    | 40    | 17    |
| Штутгарт          | 1990/91           | 26   | 12   | 2               | 0               | 0         | 0         | 0    | 0    | 28    | 12    |
| Штутгарт          | 1991/92           | 38   | 22   | 4               | 7               | 3         | 2         | 0    | 0    | 45    | 31    |
| Штутгарт          | 1992/93           | 28   | 13   | 2               | 0               | 3         | 2         | 1    | 0    | 34    | 15    |
| Штутгарт          | 1993/94           | 27   | 13   | 1               | 0               | 0         | 0         | 0    | 0    | 28    | 13    |
| Штутгарт          | Разом             | 216  | 102  | 18              | 11              | 23        | 10        | 1    | 0    | 258   | 123   |
| Армінія           | 1994/95           | 14   | 4    | 0               | 0               | -         | -         | 0    | 0    | 14    | 4     |
| Армінія           | 1995/96           | 33   | 21   | 2               | 0               | -         | -         | 0    | 0    | 35    | 21    |
| Армінія           | 1996/97           | 3    | 0    | 0               | 0               | -         | -         | 0    | 0    | 3     | 0     |
| Армінія           | Разом             | 50   | 25   | 2               | 0               | 0         | 0         | 0    | 0    | 52    | 25    |
| Ульм 1846         | 1997/98           | 6    | 6    | 0               | 0               | -         | -         | 0    | 0    | 6     | 6     |
| Ульм 1846         | 1998/99           | 3    | 0    | 0               | 0               | -         | -         | 0    | 0    | 3     | 0     |
| Ульм 1846         | Разом             | 9    | 6    | 0               | 0               | 0         | 0         | 0    | 0    | 9     | 6     |
| Всього за кар'єру | Всього за кар'єру | 558  | 275  | 37              | 20              | 23        | 10        | 1    | 0    | 619   | 305   |

## Титули і досягнення
- Бронзовий олімпійський призер: 1988
- Чемпіон Німеччини (1):

«Штутгарт»: 1991/92
- Володар Суперкубка Німеччини (1):

«Штутгарт»: 1992

### Індивідуальні
- Найкращий бомбардир першої німецької бундесліги: 1991/92 (22 голи)
- Найкращий бомбардир другої німецької бундесліги: 1995/96 (21 гол)
- Найкращий бомбардир Кубка Німеччини: 1991/92 (7 голів)